# Uma Noite em Recife
Uma Noite em Recife é o primeiro e único álbum ao vivo da banda brasileira de rock alternativo Palavrantiga, gravado na cidade de Recife, Pernambuco. O lançamento do disco foi cancelado, pois sua pós-produção demandava de uma campanha de financiamento coletivo, cuja proposta não recebeu doações suficientes do público.
Segundo a banda, o projeto continha nove músicas em sua versão CD e um DVD bônus com mais sete faixas extras, gravado durante a turnê de divulgação do disco Esperar é Caminhar.